# Machadi Mammad Farzaliyev
Machadi Mammad Farzaliyev (en azéri : Məşədi Məmməd Fərzəliyev, né en 1872 et  mort en 1962) est un khananda azerbaïdjanais, chanteur de mugham traditionnel.

## Biographie
Machadi Mammad Farzaliyev est né en 1872 à Choucha, en Azerbaïdjan. Il quitte Choucha dans son enfance et vit et travaille à Gandja pendant un certain temps, avant de déménager à Tbilissi, Batoumi, Vladikavkaz, Istanbul et d'autres villes. On le connaît dans toute la Transcaucasie, l'Asie centrale, la Turquie et même dans de nombreux pays européens.
Machadi Mammad se produit avec Tatevos Arutunyan et Machadi Zeynal  lors des mariages et des festivals folkloriques alors qu'il est à Choucha. Son premier succès  est le concert oriental au théâtre Khandamirov.

## Popularité
C'est à travers des mughams tels que Bayati-Kurd, Rast, Chur, Tchahargah,  Zabul-Segah, Kurdi-Chahnaz, Heyrati, Mansuriyya, Samai-Chams, Karabakh Chikastasi, Arazbari, Keremi et Afchari que Machadi Mammad  gagne en popularité et se fait connaître comme le maître de Chuchtar.
Machadi Mammad Farzaliyev reçoit une invitation en 1912 de Sport-Record, une société opérant à Varsovie. Il enregistre environ 40 mughams, tasnifs et chansons, accompagné de Gourban Pirimov et du joueur de kamantcheh Sacha Oganezachvili à Varsovie.

## Tournées
Une autre invitation  vient de Kiev. L'artiste enregistre des chansons mugham et folkloriques pour le  gramophone de la société Ekstrafon. Machadi Mammad est ensuite invité à Tbilissi au printemps 1913.
En 1923, Machadi Djamil Amirov invite Machadi Mammad à Gandja pour enseigner le mugham à l'école de musique de la ville.
En 1926, Machadi Mammad Farzaliyev se produit dans de nombreuses villes de Russie, de Pologne, d'Allemagne, de France, de Belgique, d'Angleterre, d'Autriche, de Roumanie, de Turquie et d'Iran.
En 1929, Farzaliyev part pour une tournée à l'étranger et ne revient jamais en Azerbaïdjan. Il vit à Istanbul, en Turquie, jusqu'à sa mort en 1962.